# Parque Jardín del Corazón
El Parque Jardín del Corazón (心の庭 Kokoro No Niwa?), también conocido como Parque Japonés de La Serena, es un parque ubicado en la ciudad chilena de La Serena que fue inaugurado en 1994. Su temática está ambientada en Japón y posee diversas especies vegetales y animales de dicho país. Construido sobre un terreno de 26 mil metros cuadrados, es el parque japonés más grande de Sudamérica. Es un parque de contemplación Karesansui (枯山水?) con un paisaje de montaña y agua.
Fue inaugurado oficialmente el 26 de agosto de 1994, en el marco de las celebraciones por el 450º aniversario de la fundación de La Serena. El proyecto se desarrolló gracias al aporte de varias empresas del área minera de Chile y Japón, principalmente la Compañía Minera del Pacífico y la Nippon Steel Corporation. Con la construcción del parque se representa un paisaje típico japonés, como parte del acuerdo de hermandad que suscribió la comuna de La Serena con la localidad de Tenri en 1966.

## Infraestructura
Posee una superficie de 26 mil metros cuadrados que se encuentran frente al Parque Pedro de Valdivia. En su interior hay diversos atractivos, entre ellos un sendero de cerezos en flor, enrejados de bambú, un jardín de piedra, un embarcadero en la laguna artificial y un puente tradicional japonés. También en su interior viven diversas especies de patos, cisnes y carpas doradas. La distribución del Parque Jardín del Corazón determina la existencia de varios senderos que recorren el terreno entre medio de islas, lagunas, cascadas y pequeños bosques.